# Fernando Condesso
Fernando dos Reis Condesso (ur. 9 października 1946 w Coruche) – portugalski polityk, prawnik i nauczyciel akademicki, parlamentarzysta krajowy, od 1986 do 1989 poseł do Parlamentu Europejskiego II kadencji.

## Życiorys
Kształcił się w zakresie prawa i filozofii na Uniwersytecie w Coimbrze, Universidade Católica Portuguesa w Bradze oraz Universidad de Extremadura, gdzie uzyskał magisterium z prawa. Uzyskał uprawnienia adwokata, podjął pracę m.in. jako menedżer i nauczyciel w szkole. Zajął się działalnością naukową, obronił doktoraty w zakresie prawa i planowania przestrzennego oraz uzyskał tytuł agregado (habilitację), doszedł do stanowiska profesora. Specjalizował się w zakresie prawa administracyjnego i europejskiego, administracji publicznej oraz planowania przestrzennego. Odbył zagraniczne staże naukowe m.in. w Hiszpanii, Belgii i Brazylii. Został nauczycielem akademickim na Uniwersytecie Lizbońskim i Universidade Técnica de Lisboa, a także profesorem wizytującym na Universidad Rey Juan Carlos. Opublikował liczne książki poświęcone współczesnej Europie oraz polityce i prawu w Portugalii, a także ponad 50 publikacji naukowych.
W 1974 należał do założycieli Partii Socjaldemokratycznej, został m.in. szefem parlamentarnej frakcji PSD i przewodniczącym rady gminnej. W latach 1979–1995 zasiadał w Zgromadzeniu Republiki (kadencje IB, II, III, IV, V i VI), reprezentując okręg Santarém. Od 1 stycznia 1986 do 13 września 1987 wykonywał mandat posła do Parlamentu Europejskiego w ramach delegacji krajowej, w 1987 uzyskał reelekcję w wyborach. Przystąpił do frakcji liberalno-demokratycznej, należał m.in. do Komisji ds. Rozwoju i Współpracy oraz Komisji ds. Kwestii Politycznych.